# Nuada

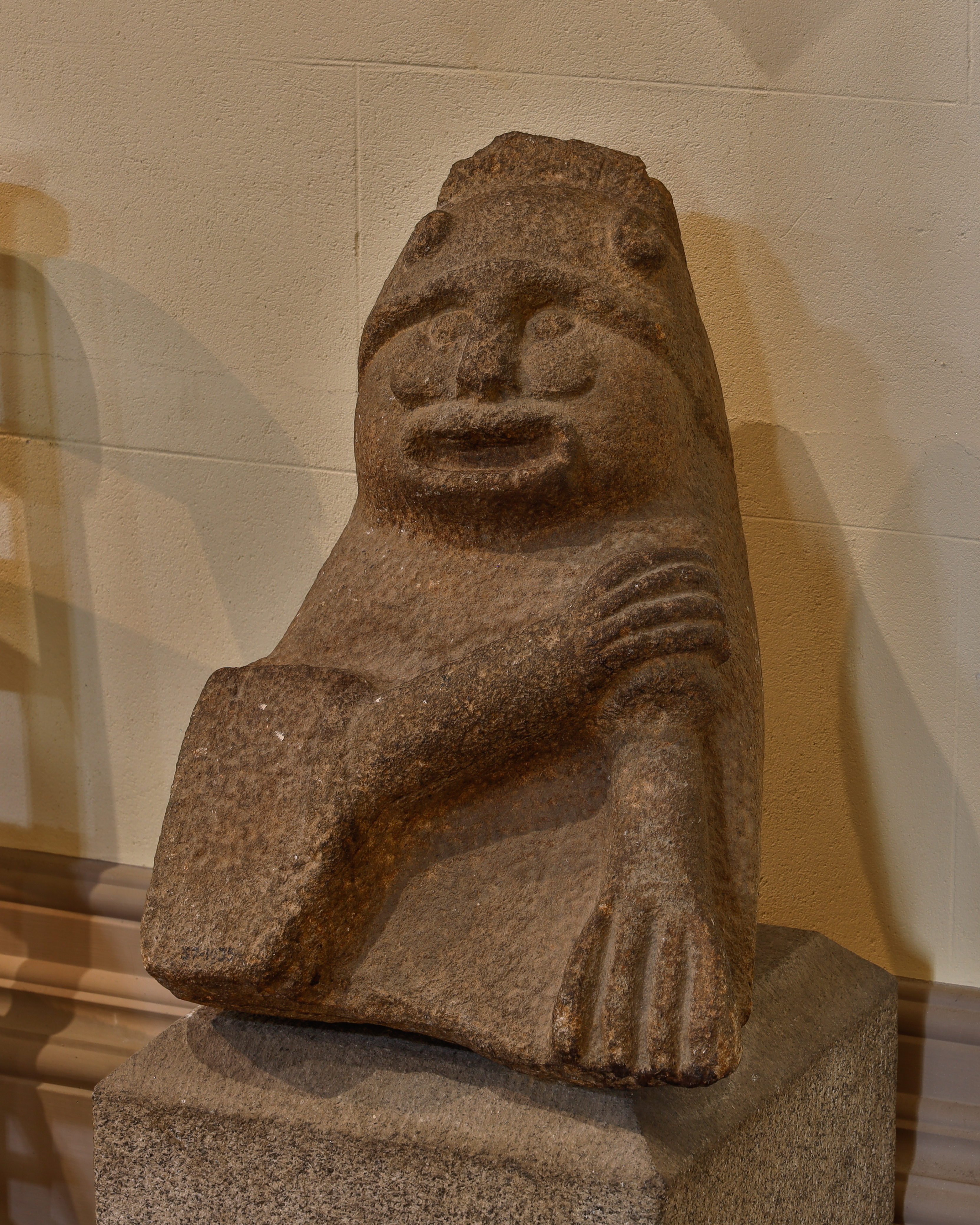
El ídolo de Tandragee, que se cree representa a Nuada.

Nuada, también llamado Nuada Airgetlamh ("El del brazo de plata"), era el rey legendario de los Tuatha dé Danann, y un dios irlandés.

## Representación
Se lo suele representar sentado en su trono, con una corona de luz y rodeado totalmente por un aura luminosa.

## Descripción
Nuada fue rey de los Tuatha dé Danann por siete años antes de llegar a Irlanda. Se pusieron en contacto con el Fir Bolg, los que entonces eran habitantes de la isla, porque Nuada les solicitaba la mitad de la isla de los Tuatha dé, pero el rey lo rechazó. Ambos pueblos se prepararon para la guerra, y en un acto de caballerosidad permitieron que sus números de ejércitos y armas fueran inspeccionados por el lado opuesto para permitir una batalla verdaderamente justa. Durante esta primera gran batalla en el Mag Tuired, Nuada perdió un brazo en combate con el campeón del Fir Bolg, Sreng. Aliados de Nuada y Aengaba de Noruega se ocuparon del mantenimiento de la herida mortal, mientras que Dagda protegía a Nuada. Cincuenta de los soldados de Dagda llevaron a Nuada al campo de batalla. Los Tuatha dé tomaron la delantera en la batalla, pero Sreng más tarde regresó a desafiar a Nuada a un combate singular. Nuada aceptó, con la condición de que Sreng luchara con un brazo atado. Sreng se negó, pero en este punto la batalla había sido ganada y el Fir Bolg vencido. Los Tuatha dé a decidieron ofrecer a Sreng un cuarto de Irlanda para su pueblo en lugar de la mitad que se ofreció antes de la batalla, y él eligió Connacht.

## Historia
Nuada estaba casado con Nemain. Perdió un brazo en la primera batalla de Magh Tuireadh, que sustituyó por uno de plata, hecho por Dian Cecht, pero los Tuatha dé Danann pensaron que así ya no debía seguir siendo dios de la guerra, y fue sustituido por Bres, que era medio fomoré, y que demostró ser un tirano y logró el desprecio del pueblo. Entonces pidió al hijo de Dian, Miach, que le hiciera uno de carne y hueso, y tras el cambio logró volver a su puesto. Entonces Dian, por envidia, asesinó a su propio hijo.
En la segunda batalla de Magh Tuireadh, el ojo de Balor mató a Nuada y a su esposa, antes de que fuera destruido por una pedrada de Lugh.